# Sentinel Island (ö i Kenya)
Sentinel Island är en ö i Kenya.   Den ligger i länet Siaya, i den västra delen av landet, 300 km väster om huvudstaden Nairobi.